# Filiation d'Henri VIII
La filiation d'Henri VIII d'Angleterre  est constituée des trois enfants légitimes qui, ayant survécu à l'enfance, lui succéderont sur le trône d'Angleterre, soit  successivement, Édouard VI, Marie I et Elizabeth I. Mais une filiation illégitime reconnue ou non, au nombre de sept enfants, lui est attribuée.
Ses deux premières épouses, Catherine d'Aragon et Anne Boleyn, ont eu plusieurs grossesses, soldées par une mortinatalité, une fausse couche ou un décès en bas âge. Elles lui donneront toutes deux une fille. Henry a reconnu un enfant illégitime, Henry FitzRoy - entendez « Fils de Roy » -  mais il est fortement soupçonné d'avoir engendré plusieurs autres enfants illégitimes avec ses différentes maîtresses. Leur nombre et leurs identités font l'objet de débats d'historiens.[réf. nécessaire].
Il existe de nombreuses théories sur la question de savoir si Henri VIII a eu des difficultés de fertilité. Ses trois dernières épouses, Anne de Clèves, Catherine Howard et Catherine Parr n'ont pas eu de grossesses bien que Catherine Parr mettra au monde, plus tard, une fille Marie avec Thomas Seymour  .
Aucun des enfants reconnus d'Henry - légitimes ou non - n'a eu d'enfants, le laissant sans descendance directe après la mort d'Elizabeth en 1603, sonnant la fin de la dynastie des Tudor.

## Enfants légitimes
| Nom | Naissance | Décès | Remarques |
| Par Catherine d'Aragon (mariée au Palais de Plaisance le 11 juin 1509 ; soutenue par l'Église catholique, annulée dans l'Église anglicane le 23 mai 1533) ; décédé le 7 janvier 1536. | Par Catherine d'Aragon (mariée au Palais de Plaisance le 11 juin 1509 ; soutenue par l'Église catholique, annulée dans l'Église anglicane le 23 mai 1533) ; décédé le 7 janvier 1536. | Par Catherine d'Aragon (mariée au Palais de Plaisance le 11 juin 1509 ; soutenue par l'Église catholique, annulée dans l'Église anglicane le 23 mai 1533) ; décédé le 7 janvier 1536. | Par Catherine d'Aragon (mariée au Palais de Plaisance le 11 juin 1509 ; soutenue par l'Église catholique, annulée dans l'Église anglicane le 23 mai 1533) ; décédé le 7 janvier 1536. |
| --- | --- | --- | --- |
| Fille sans nom | 31 janvier 1510 | 31 janvier 1510 | mort-née |
| Henri, duc de Cornouailles | 1er janvier 1511 | 22 février 1511 | Il est mort âgé de près de deux mois |
| Fils sans nom | 17 septembre 1513 | 17 septembre 1513 | Il était soit mort-né, soit décédé peu de temps après sa naissance |
| Fils sans nom | 8 janvier 1515 | 8 janvier 1515 | mort-née |
| Reine Marie I | 18 février 1516 | 17 novembre 1558 | Elle a épousé Philippe II d'Espagne en 1554. Sans aucune descendance |
| Fille sans nom | 10 novembre 1518 | 10 novembre 1518 | mortinaissance au huitième mois de grossesse ou a vécu au moins une semaine |
| Par Anne Boleyn (mariée à l'abbaye de Westminster le 25 janvier 1533 ; annulée le 17 mai 1536) décapitée le 19 mai 1536                                                               | | | |
| La reine Elizabeth I | 7 septembre 1533 | 24 mars 1603 | jamais mariée. Sans aucune descendance |
| Fils sans nom | Noël, 1534 | Noël, 1534 | . |
| Fils sans nom | 29 janvier 1536 | 29 janvier 1536 | fausse couche d'un enfant, cru de sexe masculin, au quatrième mois de grossesse , |
| Par Jane Seymour (mariée au Palais de Whitehall le 30 mai 1536 et décédée le 24 octobre 1537)                                                                                         | | | |
| Le roi Édouard VI | 12 octobre 1537 | 6 juillet 1553 | célibataire. Sans aucune descendance |

## Enfants illégitimes
Henri VIII d'Angleterre a eu un enfant illégitime reconnu, ainsi que plusieurs autres qui sont soupçonnés d'être les siens, par ses maîtresses.
Il reconnut Henry Fitzroy (15 juin 1519 – 23 juillet 1536), fils de sa maîtresse Elizabeth Blount, et lui accorda un duché. Il épousera Lady Mary Howard  mais sera sans descendance.
D'autres sont suspectés d'être les siens dont :
- Thomas Stukeley (1520 - 4 août 1578), fils de Jane Pollard, l'épouse de Sir Hugh Stukeley
- Richard Edwardes (1523 ? – 1566), fils de Mme Agnès Edwardes
- Catherine Carey (1524 - 15 janvier 1569), fille de sa maîtresse Mary Boleyn, la sœur de sa seconde épouse, Anne Boleyn, et épouse de William Carey.
- Henry Carey (4 mars 1526 - 23 juillet 1596), frère de Catherine Carey
- Ethelreda Malte (née vers 1527 - en janvier 1559), fille de Joan Dingley, alias Dobson. La paternité a été revendiquée par John Malte[10].
- John Perrot (novembre 1528 - 3 novembre 1592), fils de Mary Berkeley l'épouse de Sir Thomas Perrot

## Représentations fictives
- La fille secrète d'Henry VIII de FW Kenyon, un roman qui dépeint Lady Jane Gray comme la fille du roi par Jane Seymour et Edward VI comme vraiment son enfant bâtard
- Dans l'ombre du trône de David Tudor sur la vie de Richard Edwardes

## Voir également
- Maîtresses d'Henri VIII